# 花身鯻
花身鯻（学名：Terapon jarbua）為輻鰭魚綱日鱸目鯻科鯻屬的其中一種，傳統上屬於鱸形目。分布于印度洋非洲东岸、红海、东至澳大利亚、北至朝鲜、日本及中国南海、台湾海峡、东海等海域，属于热带和亚热带暖水性近底层鱼类。牠們常生活于沙底、石砾底或礁石附近的沿岸浅海区，可生活于咸淡水或海水中。该物种的模式产地在红海。

## 命名
花身鯻中文名稱以《台灣魚類誌》為主，又稱為細鱗鯻，另外俗名有“花身雞魚、花身仔、斑吾、雞仔魚、三抓仔、海黃蜂、斑豬、斑梧”等。
學名則以Terapon jarbua (Forssk(l, 1775)為有效種名，Therapon jarbuus (Forssk(l, 1775)為其同種異名。

## 特徵
本魚體呈銀白色，背鰭硬棘與軟條之間有深刻。背鰭棘部有一大型黑斑。尾鰭上下葉有斜走之黑色條紋。體側有3條成弓狀的黑色縱帶，其最下方的一條由頭部起經尾柄中央到達尾鰭後緣中央。背鰭硬棘12枚、軟條10枚；臀鰭硬棘3枚、軟條9至10枚。體長可達36公分。

## 分布
本魚分布於印度洋－太平洋區，包括東非、馬達加斯加、模里西斯、塞席爾群島、馬爾地夫、亞丁灣、巴基斯坦、斯里蘭卡、印度、安達曼海、泰國、緬甸、馬來西亞、菲律賓、印尼、日本、韓國、台灣、中國沿海、馬里亞納群島、馬紹爾群島、諾魯、帛琉、密克羅尼西亞、新喀里多尼亞、澳洲、斐濟群島、所羅門群島、萬納杜、吐瓦魯、吉里巴斯、東加、夏威夷群島、薩摩亞群島、法屬波里尼西亞等海域。
分布深度於水深1至25公尺。

## 棲息生態
屬於內河及河口沙泥底棲性魚類。喜群棲於較淺之水域至水深20多公尺處，甚至侵入河口內，屬廣鹽性，可以馴化為淡水養殖，以甲殼類和小魚為食。

## 經濟利用
小至中型食用魚，經濟價值高，清蒸、紅燒、煮湯皆適宜。以夏、秋兩季較常見其漁獲。

## 扩展阅读
維基物種上的相關：花身鯻